# Tor putitora
Tor putitora — вид коропоподібних риб родини коропових (Cyprinidae).

## Поширення
Вид поширений в Південній Азії. Трапляється у річках та озерах південних схилів Гімалаїв від Пакистану через Північну Індію та Непал до М'янми у басейнах річок Інд, Ганг та Брахмапутра.

## Опис
Риба може виростати до великих розмірів. Рекордний екземпляр сягав 275 см завдовжки та важив 54 кг. Але великі екземпляри трапляються рідко через перевилов. Середній розмір тіла становить 35-50 см завдовжки.